# Eustrotia longena
Eustrotia longena är en fjärilsart som beskrevs av William Schaus 1904. Eustrotia longena ingår i släktet Eustrotia och familjen nattflyn. Inga underarter finns listade i Catalogue of Life.